# Leaskovo, Kărdjali
Leaskovo (în bulgară Лясково) este un sat în comuna Cernoocene, regiunea Kărdjali,  Bulgaria. 

## Demografie
Componența etnică a satului Leaskovo
     Turci (97,71%)
     Nicio identificare (1,67%)
     Altele (0,6%)
La recensământul din 2011, populația satului Leaskovo era de 657 locuitori. Din punct de vedere etnic, majoritatea locuitorilor (97,71%) erau turci. Pentru 1,67% din locuitori nu este cunoscută apartenența etnică.